# رحیم چلبیانلو

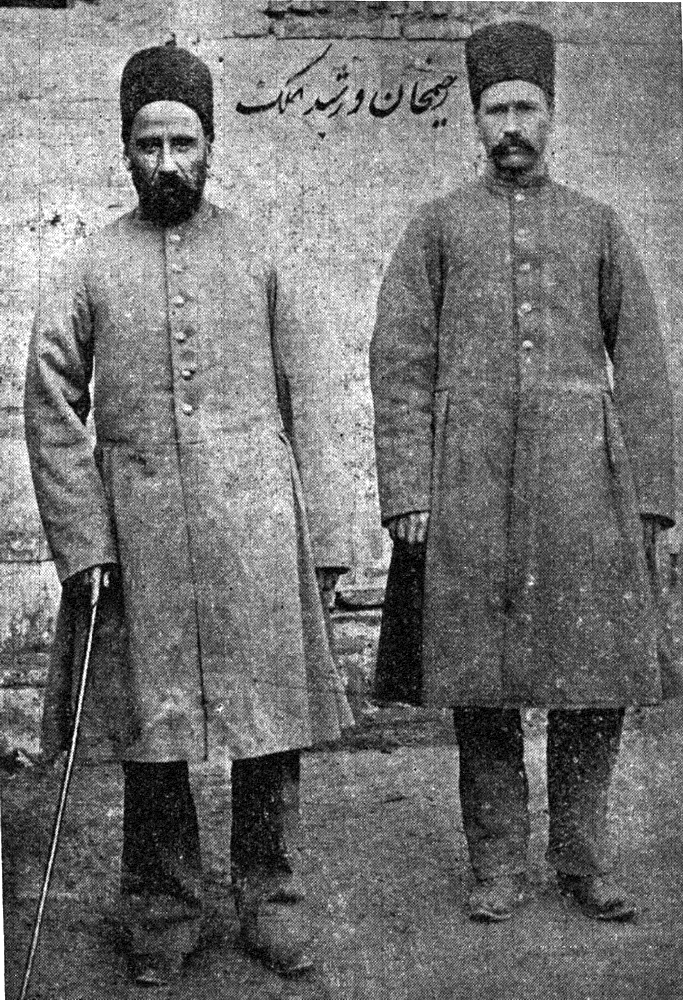
"عکس رحیم خان سردار نصرت در کنار نقی خان"

## زندگی‌نامه
اسلاف رحیم خان از آن سوی ارس به نواحی قره داغ کوچانده شده بودند. رحیم خان فرزند حاج علیخان، از سران عشایر چلبیانلو قره داغ بود. رحیم خان در سال ۱۲۹۷ قمری به حکم مظفر الدین شاه، که آن‌زمان بعنوان ولیعهد در تبریز ساکن بود، به حکومت ساوجبلاغ منصوب شد. در دوران پادشاهی مظفر الدین شاه، او با درجه میرپنجی و لقب نصرت السلطان حاکم مطلق آذربایجان و  رئیس طایفه چلبیانلو بود 
مجلس شورای ملی  به سوگند وفاداری رحیم خان اعتماد کرده او را در راس سپاهی با تجهیزات کامل مأمور سرکوبی اشرار شاهسون و کرد به آذربایجان اعزام کردند. رحیم خان به محض رسیدن به اردبیل در آنجاآرامش بپا کرد 

### درگذشت
در ۱۷ رمضان ۱۳۲۹ رحیم خان به حکم انجمن ایالتی تبریز در یکی از راهروهای ارگ تبریز به ضرب چند گلوله کشته شد.